# Dwulitrowy Rajdowy Puchar Świata 1994
Dwulitrowy Rajdowy Puchar Świata 1994 – drugi sezon z cyklu Dwulitrowy Rajdowy Puchar Świata dla samochodów dwulitrowych i mniejszych, odbywający się równolegle z Rajdowymi Mistrzostwami Świata w roku 1994 pod patronatem FIA. W tym roku w 2L WRC kalendarz zredukowano do ośmiu rajdów, a o mistrzostwo, tak jak w poprzednim roku rywalizowali tylko producenci. W tym roku w mistrzostwach wzięło udział dziesięć marek, a Skoda zwyciężyła nad drugim Nissanem, różnicą zaledwie trzech punktów.

## Kalendarz[1]
| Runda | Data              | Nazwa rajdu            | Zwycięzca          | Wyniki                     |
| ----- | ----------------- | ---------------------- | ------------------ | -------------------------- |
| 1     | 4-6 lutego        | Rajd Szwecji           | Per Svan           | 43. Rajd Szwecji           |
| 2     | 1-4 marca         | Rajd Portugalii        | José Carlos Macedo | 28. Rajd Portugalii        |
| 3     | 29–31 maja        | Rajd Grecji            | Emil Triner        | 41. Rajd Grecji            |
| 4     | 26–28 sierpnia    | Rajd Finlandii         | Grégoire de Mévius | 44. Rajd Finlandii         |
| 5     | 16-19 września    | Rajd Australii         | Pavel Sibera       | 7. Rajd Australii          |
| 6     | 9–12 października | Rajd San Remo          | Alister McRae      | 36. Rajd San Remo          |
| 7     | 2-4 listopada     | Rajd Katalonii         | Oriol Gómez Marco  | 30. Rajd Katalonii         |
| 8     | 20–23 listopada   | Rajd Wielkiej Brytanii | Gwyndaf Evans      | 50. Rajd Wielkiej Brytanii |

## Klasyfikacja końcowa producentów[2]
| Msc. | Producent     | Punkty |
| ---- | ------------- | ------ |
| 1    | Skoda         | 43     |
| 2    | Nissan        | 40     |
| 3    | Renault       | 33     |
| 4    | Opel/Vauxhall | 32     |
| 5    | Peugeot       | 18     |
| 6    | Ford          | 10     |
| 7    | Volkswagen    | 10     |
| 8    | Hyundai       | 10     |
| 9    | Citroen       | 8      |
| 10   | SEAT          | 7      |